# 竹尾一真
竹尾 一真（たけお かずま、1978年9月12日 - ）は、日本の男性俳優、声優。東京都出身。81プロデュース、スペースノイドカンパニー所属。

## 来歴
文学座附属演劇研究所卒業。
2019年には開幕ペナントレースの ジャパンソサエティ招待公演でNYでの舞台出演を果たす。
2019年9月12日、株式会社スペースノイドカンパニーに所属
2021年8月1日付けで、81プロデュースに所属となった（父も同所に所属）。

## 人物
父は俳優・声優の中尾隆聖。
趣味・特技はドライブ、ポタリング、眼鏡集め、殺陣、乗馬、ショートスキー。

## 出演

### テレビドラマ
- 浅草ふくまる旅館（9話ゲスト：李）
- 医龍3（医師）
- 慶次郎縁側日記3（9-10話：仙太郎）
- 轟轟戦隊ボウケンジャー（キヨシの父）
- 咲くやこの花（9-10話：徳川家康の近習）
- 次郎長背負い富士（桃太郎）
- 東野圭吾3週連続スペシャル・11文字の殺人
- BOSS（2nd season）（4話：徳川）
- バラ色の聖戦（ディーラー）
- HUNTER〜その女たち、賞金稼ぎ〜（10話：根本〈ディレクター〉）
- PRICELESS〜あるわけねぇだろ、んなもん!〜（1話：植村尚之）
- BeeTV『恋愛は必然である』（鈴木）
- 金曜プレステージ 浅見光彦シリーズ49（2014年1月17日、フジテレビ） - 松浦巡査部長 役
- 僕のいた時間（5-6 8-9話：下平伸）
- ダークスーツ（1-3-4-5-6話ビジネスニュースジャパン番組スタッフ：渡辺慶介）
- 花嵐の剣士 〜幕末を生きた女剣士・中澤琴〜（2017年1月14日、NHK BSプレミアム） - 山岡鉄舟 役

### 映画
- カジノ part1
- ハナコさんの日々
- MAIZON
- 任侠ヘルパー
- ビリーザキッド最期の弾丸
- キメラガールアンセム
- 幕末奇譚 SHINSEN5- 山南敬助 役
- 紅葉橋 - 野本誠司 役
- 憧憬を食らう - 当直の医師 役
- 世界の音が聞こえたら　角田弁護士役

### テレビアニメ
- 遊☆戯☆王デュエルモンスターズ（2004年、Dr.ゴート）
- DEATH NOTE（2006年、佐々木運転手）
- RD 潜脳調査室（2008年、ハヤマ、プログラマー）
- デュエル・マスターズ クロスショック（2010年、泥男）
- それいけ!アンパンマン（2011年 - 2021年、カンナくん〈2代目〉、からくりぐんない〈3代目〉）
- HUNTER×HUNTER（第2作）（2012年、サダソ）
- 百姓貴族（2024年、慌てるハンター、クマに襲われた被害者、自動車教習所の教官、竹田城跡ガイド）

### 劇場アニメ
- 大雪海のカイナ ほしのけんじゃ（2023年）

### Webアニメ
- 爆丸レジェンズ（2023年、トム）

### 吹き替え
- ヴィーナス&アポロ〜恋してエステ〜
- ブリーズ〜光と影〜season2(ヴィクター役〈Naveen Kasturia〉)2023年　AMAZON ORIDINAL

### CM
- am/pm
- キリンビバレッジ FIRE
- AIREコイン（暗号資産）

### 舞台
- Stage Reading「A Bright New Boise（英語版）」(2024年5月12日.17日出演) - ウィル役
- 劇団岸野組公演『さいごのおつかい』（マエダ）
- 開幕ペナントレース『あしたの魔女ョー　或いはRocky Macbeth』（マクベス夫人 他）NYジャパンソサエティ招待公演
- けいろう!!（本人）
- 湯花と鯉口（亀田洋平）
- 坂、半ば  新宿、抜弁天界隈（柘植明良）
- 裏切り（畑中宗明）
- ジュラシックな夜（もうひとりの佐藤）
- さようならドコ二村（永山拓郎）
- JUNK KABUKI（竹尾一真）
- ROMEO and TOILET
- メンマ （山田昇）
- golem、胎児、形なきもの（川村輝久）
- Code（白石仁志）
- いいの たけお
- モトイヌ（喜一）
- 泡（再演）（根本俊介）
- The Devil of the 6th Heaven（森蘭丸）
- ウェディング・ドレス
- 阿呆浪士（元禄堂長太）
- 泡（根本俊介）
- 道雪（立花宗茂）
- MISSING LINK（メカニック岡田）
- 東京バーグ2（健太）
- Goodwill（王子支店：堀野 / 中野支店：宮浦）
- おはようおじさん（須本伸）
- 思い出回収（竹尾一真）
- 月光少年（月心）
- こじゃれたはるいちばん（竹内真二）
- THE FAMILY・絆（早川保）
- SHAKEな夜!!（桃城豊）
- 00ルパン（十文字聖人）
- time（葉山恭介）
- ダニーと紺碧の海（ダニー）
- ダブルブッキング（瀬田亮治）
- 時の物置（新庄光洋）
- 幕末義侠伝CHUJI（弥助）
- bambino (正輝)
- bambino+ (正輝)
- bambino 2（正輝）
- bambino+in YOKOHAMA（正輝）
- bambino 0 (正輝)
- bambinoシゲ Last Live（正輝）
- 半ぺら二枚肩ポンポコ世話噺 戌の巻[6]

### 狂言
- 口真似
- 附子
- 膏薬練